# L'Illusion des yeux
Pour plus de détails, voir Fiche technique et Distribution.
L'Illusion des yeux (titre de travail : L'Illusion) est un film muet français réalisé par Georges Denola, sorti en 1911.

## Fiche technique
- Titre : L'Illusion des yeux
- Titre de travail : L'Illusion
- Réalisation : Georges Denola
- Scénario : Daniel Riche
- Photographie :
- Montage :
- Producteur :
- Société de production : Société cinématographique des auteurs et gens de lettres (S.C.A.G.L)
- Société de distribution :  Pathé Frères
- Pays de production :  France
- Langue : film muet avec les intertitres en français
- Format : Noir et blanc — 35 mm — 1,33:1 — Muet
- Genre : Film dramatique
- Métrage : 290 mètres
- Durée : 9 minutes 40
- Date de sortie :
  - France : 28 avril 1911

## Distribution
- Paul Capellani : le fiancé
- Blanche Albane ; la fiancée
- Georges Tréville : le docteur
- Maurice Luguet
- Jeanne Grumbach
- Gabrielle Chalon
- Cécile Barré
- Paul Polthy